# Grand Prix de Patinação Artística no Gelo de 2006–07
O Grand Prix de Patinação Artística no Gelo de 2006–07 foi a décima segunda temporada do Grand Prix ISU, uma série de competições de patinação artística no gelo disputada na temporada 2006–07. São distribuídas medalhas em quatro disciplinas, individual masculino e individual feminino, duplas e dança no gelo. Os patinadores ganham pontos com base na sua posição em cada evento e os seis primeiros de cada disciplina são qualificados para competir na final do Grand Prix, realizada em Turim, Itália.
A competição foi organizada pela União Internacional de Patinação (em inglês:  International Skating Union), a série Grand Prix começou em 26 de outubro e continuaram até 16 dezembro de 2006.

## Calendário
| #     | Evento                             | Localização                  | Data                         |
| ----- | ---------------------------------- | ---------------------------- | ---------------------------- |
| 1     | Skate America de 2006              | Hartford, CT, Estados Unidos | 26–29 de outubro             |
| 2     | Skate Canada International de 2006 | Victoria, BC, Canadá         | 2–5 de novembro              |
| 3     | Cup of China de 2006               | Nanjing, China               | 9–12 de novembro             |
| 4     | Trophée Éric Bompard de 2006       | Paris, França                | 17–19 de novembro            |
| 5     | Cup of Russia de 2006              | Moscou, Rússia               | 23–26 de novembro            |
| 6     | NHK Trophy de 2006                 | Nagano, Japão                | 30 de novembro–3 de dezembro |
| Final | Final do Grand Prix de 2006–07     | São Petersburgo, Rússia      | 14–17 de dezembro            |

## Medalhistas

### Skate America
| Evento                        | Ouro                                       | Prata                                             | Bronze                                                   | Ref   |
| Individual masculino detalhes | Nobunari Oda · Japão                       | Evan Lysacek · Estados Unidos                     | Alban Préaubert · França                                 | [ 1 ] |
| Individual feminino detalhes  | Miki Ando · Japão                          | Kimmie Meissner · Estados Unidos                  | Mao Asada · Japão                                        | [ 2 ] |
| Duplas detalhes               | Rena Inoue · John Baldwin · Estados Unidos | Dorota Siudek · Mariusz Siudek · Polônia          | Naomi Nari Nam · Themistocles Leftheris · Estados Unidos | [ 3 ] |
| Dança no gelo detalhes        | Albena Denkova · Maxim Staviski · Bulgária | Melissa Gregory · Denis Petukhov · Estados Unidos | Nathalie Péchalat · Fabian Bourzat · França              | [ 4 ] |

### Skate Canada International
| Evento                        | Ouro                                            | Prata                                      | Bronze                                    | Ref   |
| Individual masculino detalhes | Stéphane Lambiel · Suíça                        | Daisuke Takahashi · Japão                  | Johnny Weir · Estados Unidos              | [ 5 ] |
| Individual feminino detalhes  | Joannie Rochette · Canadá                       | Fumie Suguri · Japão                       | Kim Yu-Na · Coreia do Sul                 | [ 6 ] |
| Duplas detalhes               | Zhang Dan · Zhang Hao · China                   | Rena Inoue · John Baldwin · Estados Unidos | Valérie Marcoux · Craig Buntin · Canadá   | [ 7 ] |
| Dança no gelo detalhes        | Marie-France Dubreuil · Patrice Lauzon · Canadá | Tessa Virtue · Scott Moir · Canadá         | Federica Faiella · Massimo Scali · Itália | [ 8 ] |

### Cup of China
| Evento                        | Ouro                                     | Prata                                            | Bronze                                       | Ref    |
| Individual masculino detalhes | Evan Lysacek · Estados Unidos            | Sergei Davydov · Bielorrússia                    | Emanuel Sandhu · Canadá                      | [ 9 ]  |
| Individual feminino detalhes  | Júlia Sebestyén · Hungria                | Yukari Nakano · Japão                            | Emily Hughes · Estados Unidos                | [ 10 ] |
| Duplas detalhes               | Shen Xue · Zhao Hongbo · China           | Pang Qing · Tong Jian · China                    | Aliona Savchenko · Robin Szolkowy · Alemanha | [ 11 ] |
| Dança no gelo detalhes        | Oksana Domnina · Maxim Shabalin · Rússia | Tanith Belbin · Benjamin Agosto · Estados Unidos | Jana Khokhlova · Sergei Novitski · Rússia    | [ 12 ] |

### Trophée Éric Bompard
| Evento                        | Ouro                                       | Prata                                            | Bronze                                    | Ref    |
| Individual masculino detalhes | Brian Joubert · França                     | Alban Préaubert · França                         | Sergei Dobrin · Rússia                    | [ 13 ] |
| Individual feminino detalhes  | Kim Yu-Na · Coreia do Sul                  | Miki Ando · Japão                                | Kimmie Meissner · Estados Unidos          | [ 14 ] |
| Duplas detalhes               | Maria Petrova · Alexei Tikhonov · Rússia   | Rena Inoue · John Baldwin · Estados Unidos       | Julia Obertas · Sergei Slavnov · Rússia   | [ 15 ] |
| Dança no gelo detalhes        | Albena Denkova · Maxim Staviski · Bulgária | Isabelle Delobel · Olivier Schoenfelder · França | Federica Faiella · Massimo Scali · Itália | [ 16 ] |

### Cup of Russia
| Evento                        | Ouro                                             | Prata                                    | Bronze                                           | Ref    |
| Individual masculino detalhes | Brian Joubert · França                           | Johnny Weir · Estados Unidos             | Ilia Klimkin · Rússia                            | [ 17 ] |
| Individual feminino detalhes  | Sarah Meier · Suíça                              | Júlia Sebestyén · Hungria                | Yoshie Onda · Japão                              | [ 18 ] |
| Duplas detalhes               | Aliona Savchenko · Robin Szolkowy · Alemanha     | Maria Petrova · Alexei Tikhonov · Rússia | Yuko Kavaguti · Alexander Smirnov · Rússia       | [ 19 ] |
| Dança no gelo detalhes        | Tanith Belbin · Benjamin Agosto · Estados Unidos | Oksana Domnina · Maxim Shabalin · Rússia | Isabelle Delobel · Olivier Schoenfelder · França | [ 20 ] |

### NHK Trophy
| Evento                        | Ouro                                            | Prata                                     | Bronze                                            | Ref    |
| Individual masculino detalhes | Daisuke Takahashi · Japão                       | Nobunari Oda · Japão                      | Takahiko Kozuka · Japão                           | [ 21 ] |
| Individual feminino detalhes  | Mao Asada · Japão                               | Fumie Suguri · Japão                      | Yukari Nakano · Japão                             | [ 22 ] |
| Duplas detalhes               | Shen Xue · Zhao Hongbo · China                  | Zhang Dan · Zhang Hao · China             | Valérie Marcoux · Craig Buntin · Canadá           | [ 23 ] |
| Dança no gelo detalhes        | Marie-France Dubreuil · Patrice Lauzon · Canadá | Jana Khokhlova · Sergei Novitski · Rússia | Melissa Gregory · Denis Petukhov · Estados Unidos | [ 24 ] |

### Final do Grand Prix
| Evento                        | Ouro                                       | Prata                                           | Bronze                                   | Ref    |
| Individual masculino detalhes | Brian Joubert · França                     | Daisuke Takahashi · Japão                       | Nobunari Oda · Japão                     | [ 25 ] |
| Individual feminino detalhes  | Kim Yu-Na · Coreia do Sul                  | Mao Asada · Japão                               | Sarah Meier · Suíça                      | [ 26 ] |
| Duplas detalhes               | Shen Xue · Zhao Hongbo · China             | Aliona Savchenko · Robin Szolkowy · Alemanha    | Zhang Dan · Zhang Hao · China            | [ 27 ] |
| Dança no gelo detalhes        | Albena Denkova · Maxim Staviski · Bulgária | Marie-France Dubreuil · Patrice Lauzon · Canadá | Oksana Domnina · Maxim Shabalin · Rússia | [ 28 ] |

## Qualificação
|  | Patinadores qualificados para a Final do Grand Prix |
|  | Substitutos                                         |

### Individual masculino
| Classificação | Classificação        | Classificação    | Classificação | Classificação | Classificação | Classificação | Classificação | Classificação | Classificação |
| Pos.          | Nome                 | Nacionalidade    | USA           | CAN           | CHN           | FRA           | RUS           | JPN           | Total         |
| ------------- | -------------------- | ---------------- | ------------- | ------------- | ------------- | ------------- | ------------- | ------------- | ------------- |
| 1             | Brian Joubert        | França           | –             | –             | –             | 15            | 15            | –             | 30            |
| 2             | Nobunari Oda         | Japão            | 15            | –             | –             | –             | –             | 13            | 28            |
| 3             | Daisuke Takahashi    | Japão            | –             | 13            | –             | –             | –             | 15            | 28            |
| 4             | Evan Lysacek         | Estados Unidos   | 13            | –             | 15            | –             | –             | –             | 28            |
| 5             | Alban Préaubert      | França           | 11            | –             | –             | 13            | –             | –             | 24            |
| 6             | Johnny Weir          | Estados Unidos   | –             | 11            | –             | –             | 13            | –             | 24            |
| 7             | Sergei Davydov       | Bielorrússia     | 7             | –             | 13            | –             | –             | –             | 20            |
| 8             | Ilia Klimkin         | Rússia           | –             | –             | –             | 9             | 11            | –             | 20            |
| 9             | Emanuel Sandhu       | Canadá           | –             | –             | 11            | –             | 7             | –             | 18            |
| 10            | Takahiko Kozuka      | Japão            | –             | –             | –             | 5             | –             | 11            | 16            |
| 11            | Tomáš Verner         | República Tcheca | –             | 7             | –             | –             | 9             | –             | 16            |
| 12            | Stéphane Lambiel     | Suíça            | –             | 15            | –             | –             | –             | 0             | 15            |
| 13            | Sergei Dobrin        | Rússia           | –             | –             | –             | 11            | 3             | –             | 14            |
| 14            | Scott Smith          | Estados Unidos   | 5             | –             | 9             | –             | –             | –             | 14            |
| 15            | Kevin van der Perren | Bélgica          | 9             | –             | –             | –             | –             | 5             | 14            |
| 16            | Shawn Sawyer         | Canadá           | –             | 9             | –             | 3             | –             | –             | 12            |
| 17            | Alexander Uspenski   | Rússia           | –             | –             | 5             | –             | –             | 7             | 12            |
| 18            | Patrick Chan         | Canadá           | –             | –             | –             | 7             | –             | 4             | 11            |
| 19            | Li Chengjiang        | China            | –             | –             | 0             | –             | –             | 9             | 9             |
| 20            | Yannick Ponsero      | França           | –             | 5             | 4             | –             | –             | –             | 9             |
| 21            | Andrei Griazev       | Rússia           | –             | –             | –             | 4             | 4             | –             | 8             |
| 22            | Kensuke Nakaniwa     | Japão            | –             | –             | 7             | –             | –             | –             | 7             |
| 23            | Wu Jialiang          | China            | –             | –             | 3             | –             | –             | 3             | 6             |
| 24            | Kristoffer Berntsson | Suécia           | –             | –             | –             | –             | 5             | 0             | 5             |
| 25            | Sergei Voronov       | Rússia           | 4             | 0             | –             | –             | –             | –             | 4             |
| 26            | Vaughn Chipeur       | Canadá           | –             | 4             | –             | –             | –             | –             | 4             |
| 27            | Marc Andre Craig     | Canadá           | –             | 3             | –             | –             | –             | 0             | 3             |
| 28            | Ryan Bradley         | Estados Unidos   | 3             | –             | –             | –             | –             | –             | 3             |
| 29            | Jamal Othman         | Suíça            | –             | 0             | –             | 0             | –             | –             | 0             |
| 30            | Christopher Mabee    | Canadá           | 0             | –             | –             | –             | 0             | –             | 0             |
| 31            | Yasuharu Nanri       | Japão            | 0             | –             | –             | 0             | –             | –             | 0             |
| 32            | Anton Kovalevski     | Ucrânia          | –             | –             | –             | –             | 0             | –             | 0             |
| 33            | Gao Song             | China            | –             | –             | 0             | –             | –             | –             | 0             |
| 34            | Ryo Shibata          | Japão            | –             | –             | 0             | –             | 0             | –             | 0             |
| 35            | Geoffry Varner       | Estados Unidos   | –             | 0             | –             | –             | –             | 0             | 0             |
| 36            | Jeremie Colot        | França           | –             | –             | –             | 0             | –             | –             | 0             |
| 37            | Karel Zelenka        | Itália           | 0             | –             | –             | –             | –             | –             | 0             |
| 38            | Gregor Urbas         | Eslovênia        | –             | –             | –             | –             | 0             | –             | 0             |
| 39            | Nicholas Young       | Canadá           | 0             | –             | 0             | –             | –             | –             | 0             |
| 40            | Ma Xiaodong          | China            | –             | –             | –             | 0             | –             | –             | 0             |

### Individual feminino
| Classificação | Classificação           | Classificação  | Classificação | Classificação | Classificação | Classificação | Classificação | Classificação | Classificação |
| Pos.          | Nome                    | Nacionalidade  | USA           | CAN           | CHN           | FRA           | RUS           | JPN           | Total         |
| ------------- | ----------------------- | -------------- | ------------- | ------------- | ------------- | ------------- | ------------- | ------------- | ------------- |
| 1             | Miki Ando               | Japão          | 15            | –             | –             | 13            | –             | –             | 28            |
| 2             | Júlia Sebestyén         | Hungria        | –             | –             | 15            | –             | 13            | –             | 28            |
| 3             | Mao Asada               | Japão          | 11            | –             | –             | –             | –             | 15            | 26            |
| 4             | Kim Yuna                | Coreia do Sul  | –             | 11            | –             | 15            | –             | –             | 26            |
| 5             | Fumie Suguri            | Japão          | –             | 13            | –             | –             | –             | 13            | 26            |
| 6             | Sarah Meier             | Suíça          | 9             | –             | –             | –             | 15            | –             | 24            |
| 7             | Joannie Rochette        | Canadá         | –             | 15            | –             | 9             | –             | –             | 24            |
| 8             | Kimmie Meissner         | Estados Unidos | 13            | –             | –             | 11            | –             | –             | 24            |
| 9             | Yukari Nakano           | Japão          | –             | –             | 13            | –             | –             | 11            | 24            |
| 10            | Emily Hughes            | Estados Unidos | 7             | –             | 11            | –             | –             | –             | 18            |
| 11            | Beatrisa Liang          | Estados Unidos | –             | –             | 7             | –             | –             | 9             | 16            |
| 12            | Yoshie Onda             | Japão          | –             | 4             | –             | –             | 11            | –             | 15            |
| 13            | Susanna Pöykiö          | Finlândia      | –             | 7             | –             | 7             | –             | –             | 14            |
| 14            | Elena Sokolova          | Rússia         | –             | –             | 4             | –             | 9             | –             | 13            |
| 15            | Xu Binshu               | China          | –             | 3             | 9             | –             | –             | –             | 12            |
| 16            | Christine Zukowski      | Estados Unidos | –             | –             | –             | 4             | –             | 7             | 11            |
| 17            | Aki Sawada              | Japão          | –             | –             | 3             | –             | 7             | –             | 10            |
| 18            | Mai Asada               | Japão          | 5             | –             | 5             | –             | –             | –             | 10            |
| 19            | Alissa Czisny           | Estados Unidos | –             | 9             | –             | –             | 0             | –             | 9             |
| 20            | Kiira Korpi             | Finlândia      | 4             | –             | –             | –             | 5             | –             | 9             |
| 21            | Mira Leung              | Canadá         | 3             | 5             | –             | –             | –             | –             | 8             |
| 22            | Arina Martinova         | Rússia         | –             | –             | –             | –             | 4             | 4             | 8             |
| 23            | Valentina Marchei       | Itália         | 0             | –             | –             | 5             | –             | –             | 5             |
| 24            | Fang Dan                | China          | –             | –             | 0             | –             | –             | 5             | 5             |
| 25            | Lesley Hawker           | Canadá         | –             | 0             | –             | –             | –             | 3             | 3             |
| 26            | Viktoria Volchkova      | Rússia         | –             | –             | –             | –             | 3             | –             | 3             |
| 27            | Anne-Sophie Calvez      | França         | –             | –             | –             | 3             | –             | –             | 3             |
| 28            | Liu Yan                 | China          | –             | –             | 0             | –             | 0             | –             | 0             |
| 29            | Kim Chae-Hwa            | Coreia do Sul  | –             | –             | 0             | –             | –             | 0             | 0             |
| 30            | Nadege Bobillier        | França         | –             | –             | –             | 0             | –             | –             | 0             |
| 31            | Tugba Karademir         | Turquia        | –             | 0             | –             | –             | –             | 0             | 0             |
| 32            | Alisa Drei              | Finlândia      | –             | 0             | –             | –             | –             | –             | 0             |
| 33            | Michelle Cantu          | México         | 0             | –             | –             | –             | –             | –             | 0             |
| 34            | Sonia Radeva            | Bulgária       | –             | –             | –             | 0             | –             | –             | 0             |
| 35            | Katy Taylor             | Estados Unidos | 0             | 0             | –             | –             | –             | –             | 0             |
| 36            | Anastasia Gimazetdinova | Uzbequistão    | –             | –             | –             | –             | 0             | –             | 0             |
| 37            | Jenna Mccorkell         | Reino Unido    | –             | –             | –             | –             | –             | 0             | 0             |
| 38            | Candice Didier          | França         | –             | –             | –             | 0             | –             | –             | 0             |
| 39            | Viktoria Pavuk          | Hungria        | –             | –             | –             | –             | 0             | –             | 0             |
| 40            | Roxana Luca             | Romênia        | –             | –             | 0             | –             | –             | –             | 0             |

### Duplas
| Classificação | Classificação                                 | Classificação  | Classificação | Classificação | Classificação | Classificação | Classificação | Classificação | Classificação |
| Pos.          | Nome                                          | Nacionalidade  | USA           | CAN           | CHN           | FRA           | RUS           | JPN           | Total         |
| ------------- | --------------------------------------------- | -------------- | ------------- | ------------- | ------------- | ------------- | ------------- | ------------- | ------------- |
| 1             | Shen Xue / Zhao Hongbo                        | China          | –             | –             | 15            | –             | –             | 15            | 30            |
| 2             | Zhang Dan / Zhang Hao                         | China          | –             | 15            | –             | –             | –             | 13            | 28            |
| 3             | Maria Petrova / Alexei Tikhonov               | Rússia         | –             | –             | –             | 15            | 13            | –             | 28            |
| 4             | Rena Inoue / John Baldwin                     | Estados Unidos | 15            | a             | –             | 13            | –             | –             | 28            |
| 5             | Aliona Savchenko / Robin Szolkowy             | Alemanha       | –             | –             | 11            | –             | 15            | –             | 26            |
| 6             | Valérie Marcoux / Craig Buntin                | Canadá         | –             | 11            | a             | –             | –             | 11            | 22            |
| 7             | Elizabeth Putnam / Sean Wirtz                 | Canadá         | –             | 9             | –             | 9             | –             | –             | 18            |
| 8             | Julia Obertas / Sergei Slavnov                | Rússia         | –             | –             | –             | 11            | –             | 5             | 16            |
| 9             | Dorota Siudek / Mariusz Siudek                | Polônia        | a             | –             | 7             | –             | 9             | –             | 16            |
| 10            | Utako Wakamatsu / Jean-Sébastien Fecteau      | Canadá         | –             | –             | –             | –             | 7             | 9             | 16            |
| 11            | Pang Qing / Tong Jian                         | China          | –             | –             | 13            | –             | –             | –             | 13            |
| 12            | Tiffany Vise / Derek Trent                    | Estados Unidos | 5             | 7             | –             | –             | –             | –             | 12            |
| 13            | Julia Vlassov / Drew Meekins                  | Estados Unidos | –             | –             | 5             | –             | –             | 7             | 12            |
| 14            | Yuko Kawaguchi / Alexander Smirnov            | Rússia         | –             | –             | –             | –             | 11            | –             | 11            |
| 15            | Naomi Nari Nam / Themistocles Leftheris       | Estados Unidos | 11            | –             | –             | –             | –             | –             | 11            |
| 16            | Kendra Moyle / Andy Seitz                     | Estados Unidos | –             | 5             | –             | –             | 5             | –             | 10            |
| 17            | Anabelle Langlois / Cody Hay                  | Canadá         | 9             | –             | –             | –             | 0             | –             | 9             |
| 18            | Maria Mukhortova / Maxim Trankov              | Rússia         | 7             | –             | –             | –             | 0             | –             | 7             |
| 19            | Li Jiaqi / Xu Jiankun                         | China          | –             | –             | 0             | 7             | –             | –             | 7             |
| 20            | Dominika Piątkowska / Dmitri Khromin          | Polônia        | 0             | –             | –             | 5             | –             | –             | 5             |
| 21            | Stacey Kemp / David King                      | Reino Unido    | –             | –             | 0             | –             | –             | 0             | 0             |
| 22            | Jessica Millar / Ian Moram                    | Canadá         | –             | 0             | –             | –             | –             | –             | 0             |
| 23            | Elena Efaieva / Alexei Menshikov              | Rússia         | 0             | –             | –             | –             | –             | –             | 0             |
| 24            | Adeline Canac / Maxime Coia                   | França         | –             | –             | –             | 0             | –             | –             | 0             |
| 25            | Angelika Pylkina / Niklas Hogner              | Suécia         | –             | 0             | –             | –             | 0             | –             | 0             |
| 26            | Emilie Demers Boutin / Pierre-Philippe Joncas | Canadá         | –             | –             | 0             | –             | –             | –             | 0             |
| 27            | Mélodie Chataigner / Medhi Bouzzine           | França         | –             | –             | –             | 0             | –             | –             | 0             |
| 28            | Mari Vartmann / Florian Just                  | Alemanha       | –             | –             | 0             | –             | –             | 0             | 0             |
| 29            | Rumiana Spassova / Stanimir Todorov           | Bulgária       | –             | 0             | –             | –             | –             | 0             | 0             |
| 30            | Tatiana Volosozhar / Stanislav Morozov        | Ucrânia        | –             | 0             | –             | 0             | –             | –             | 0             |

### Dança no gelo
| Classificação | Classificação                           | Classificação    | Classificação | Classificação | Classificação | Classificação | Classificação | Classificação | Classificação |
| Pos.          | Nome                                    | Nacionalidade    | USA           | CAN           | CHN           | FRA           | RUS           | JPN           | Total         |
| ------------- | --------------------------------------- | ---------------- | ------------- | ------------- | ------------- | ------------- | ------------- | ------------- | ------------- |
| 1             | Albena Denkova / Maxim Staviski         | Bulgária         | 15            | –             | –             | 15            | –             | –             | 30            |
| 2             | Marie-France Dubreuil / Patrice Lauzon  | Canadá           | –             | 15            | –             | –             | –             | 15            | 30            |
| 3             | Oksana Domnina / Maxim Shabalin         | Rússia           | –             | –             | 15            | –             | 13            | –             | 28            |
| 4             | Tanith Belbin / Benjamin Agosto         | Estados Unidos   | –             | –             | 13            | –             | 15            | –             | 28            |
| 5             | Isabelle Delobel / Olivier Schoenfelder | França           | –             | –             | –             | 13            | 11            | –             | 24            |
| 6             | Melissa Gregory / Denis Petukhov        | Estados Unidos   | 13            | –             | –             | –             | –             | 11            | 24            |
| 7             | Jana Khokhlova / Sergei Novitski        | Rússia           | –             | –             | 11            | –             | –             | 13            | 24            |
| 8             | Tessa Virtue / Scott Moir               | Canadá           | –             | 13            | –             | 9             | –             | –             | 22            |
| 9             | Federica Faiella / Massimo Scali        | Itália           | –             | 11            | –             | 11            | –             | –             | 22            |
| 10            | Meryl Davis / Charlie White             | Estados Unidos   | –             | 9             | –             | –             | –             | 9             | 18            |
| 11            | Sinead Kerr / John Kerr                 | Reino Unido      | 7             | –             | –             | –             | 9             | –             | 16            |
| 12            | Nathalie Péchalat / Fabian Bourzat      | França           | 11            | –             | –             | 4             | –             | –             | 15            |
| 13            | Morgan Matthews / Maxim Zavozin         | Estados Unidos   | 9             | –             | –             | –             | 5             | –             | 14            |
| 14            | Alexandra Zaretski / Roman Zaretski     | Israel           | 3             | –             | 9             | –             | –             | –             | 12            |
| 15            | Nóra Hoffmann / Attila Elek             | Hungria          | –             | –             | –             | 5             | 7             | –             | 12            |
| 16            | Nozomi Watanabe / Akiyuki Kido          | Japão            | 4             | –             | –             | –             | –             | 7             | 11            |
| 17            | Anna Cappellini / Luca Lanotte          | Itália           | –             | –             | –             | 7             | 3             | –             | 10            |
| 18            | Pernelle Carron / Mathieu Jost          | França           | –             | –             | 7             | 3             | –             | –             | 10            |
| 19            | Kimberley Navarro / Brent Bommentre     | Estados Unidos   | 5             | 5             | –             | –             | –             | –             | 10            |
| 20            | Anastasia Platonova / Andrei Maximishin | Rússia           | –             | 7             | –             | –             | 0             | –             | 7             |
| 21            | Lauren Senft / Leif Gislason            | Canadá           | –             | –             | 4             | –             | –             | 3             | 7             |
| 22            | Anastasia Grebenkina / Vazgen Azrojan   | Armênia          | –             | –             | 5             | 0             | –             | –             | 5             |
| 23            | Anna Zadorozhniuk / Sergei Verbillo     | Ucrânia          | –             | –             | –             | –             | –             | 5             | 5             |
| 24            | Chantal Lefebvre / Arseni Markov        | Canadá           | 0             | 4             | –             | –             | –             | –             | 4             |
| 25            | Trina Pratt / Todd Gilles               | Estados Unidos   | –             | 0             | –             | –             | –             | 4             | 4             |
| 26            | Kristin Fraser / Igor Lukanin           | Azerbaijão       | –             | –             | –             | –             | 4             | –             | 4             |
| 27            | Natalia Mikhailova / Arkadi Sergeev     | Rússia           | 0             | 3             | –             | –             | –             | –             | 3             |
| 28            | Mylène Girard / Bradley Yaeger          | Canadá           | –             | –             | 3             | –             | 0             | –             | 3             |
| 29            | Kamila Hajkova / David Vincour          | República Tcheca | –             | 0             | –             | –             | –             | 0             | 0             |
| 30            | Olga Akimova / Alexander Shakalov       | Uzbequistão      | –             | –             | 0             | –             | –             | –             | 0             |
| 31            | Allie Hann-Mccurdy / Michael Coreno     | Canadá           | 0             | –             | –             | 0             | –             | –             | 0             |
| 32            | Huang Xintong / Zheng Xun               | China            | –             | –             | 0             | 0             | –             | –             | 0             |
| 33            | Alla Beknazarova / Vladimir Zuev        | Ucrânia          | –             | –             | –             | –             | 0             | –             | 0             |
| 34            | Mylene Lamoureux / Michael Mee          | Canadá           | –             | –             | –             | –             | –             | 0             | 0             |
| 35            | Yu Xiaoyang / Wang Chen                 | China            | –             | 0             | 0             | –             | –             | –             | 0             |
| 36            | Zsuzsanna Nagy / György Elek            | Hungria          | –             | –             | –             | 0             | –             | 0             | 0             |
| 37            | Wang Jiayue / Meng Fei                  | China            | –             | –             | 0             | –             | –             | –             | 0             |
| 38            | Ekaterina Rubleva / Ivan Shefer         | Rússia           | –             | –             | –             | –             | 0             | –             | 0             |